# 洛氏魮脂鯉
洛氏魮脂鯉，為輻鰭魚綱脂鯉目脂鯉亞目脂鯉科的其中一個種，為熱帶淡水魚，分布於南美洲鑫谷河流域，體長可達3.2公分，棲息在水質清澈、沙石底質且水生植物生長的溪流，生活習性不明。

## 扩展阅读
- 維基物種上的相關：洛氏魮脂鯉